# Norra tjärnen, Dalarna
Norra tjärnen är en sjö i Malung-Sälens kommun i Dalarna och ingår i Dalälvens huvudavrinningsområde.